# ГЕС Quebra Queixo
ГЕС Quebra Queixo – гідроелектростанція на південному сході Бразилії у штаті Санта-Катарина. Знаходячись після ГЕС Santa Luiza, становить нижній ступінь в каскаді з переважно малих електростанцій на річці Chapeco, котра є правою притокою Уругваю.
В межах проекту річку перекрили кам’яно-накидною греблею із бетонним облицюванням висотою 72 метри, довжиною 720 метрів та товщиною по гребеню 7 метрів, перед спорудженням якої для відведення води проклали тунель з перетином 14,5х16 метрів. Гребля утримує водосховище з площею поверхні 5,6 км2 та об’ємом 137 млн м3 (корисний об’єм 26 млн м3).
Ресурс зі сховища подається через прокладений у лівобережному масиві головний дериваційний тунель діаметром 9 метрів та загальною довжиною 773 метри (в тому числі 60 метрів напірна шахта). Вода надходить до машинного залу, розташованого на березі тієї ж річки, котра при цьому тече по дуже звивистій траєкторії та долає між греблею та залом 7 км. Основне обладнання станції складають три турбіни типу Френсіс потужністю по 40,5 МВт, які працюють при напорі від 117 до 131 метра.
Гребля потребувала 2,1 млн м3 скельних порід, крім того було проведено підземну виїмку в обсязі 170 тис м3 та використано 95 тис м3 бетону. 
Видача продукції відбувається по ЛЕП, розрахованій на роботу під напругою 138 кВ.